# Diaminobenzeny
Diaminobenzeny (fenylenodiaminy) – organiczne związki chemiczne z grupy amin o wzorze C6H8N2. Są organicznymi zasadami należącymi do aromatycznych diamin. Występują w postaci trzech izomerów:
- o-fenylenodiamina (1,2-fenylenodiamina, 1,2-diaminobenzen, OPD; numer CAS: 95-54-5)
- m-fenylenodiamina (1,3-fenylenodiamina, 1,3-diaminobenzen, MPD; numer CAS: 108-45-2)
- p-fenylenodiamina (1,4-fenylenodiamina, 1,4-diaminobenzen, PPD; numer CAS: 106-50-3)

o-Fenylenodiamina
m-Fenylenodiamina
p-Fenylenodiamina